# 中丸忠雄
中丸忠雄（1933年3月31日—2009年4月23日），是於東京市足立區出生的日本電影演員、電視劇演員。

## 電影作品
- 哥吉拉的逆襲（1955年）：警車駕駛員、囚犯
- 33號車沒回答（1955年）：路人
- 宮本武藏 決鬥巖流島（1955年）：在隊伍裡的人
- 亂菊物語（1956年）：觀眾、沖中士的人
- 黑帶三國志（1956年）：拳館學生
- 暗黑街（1956年）：古谷組的手下
- 吸血蛾（1956年）：新聞社社員、茶館客人
- 蜘蛛巢城（1957年）：小姓
- サラリーマン出世太閤記（1957年）：朝日自行車社員
- 告別的採茶歌 稱呼姊姊的人（1957年）：山崎
- 地球防衛軍（1957年）：陸上自衛隊山本二尉
- 美女和液体人（1958年）：關刑事
- 女偵探故事 女性SOS（1958年）- 石黑
- 戰國英豪（1958年）：秋月方番卒
- 暗黑街的顏役（1959年）- 下松刑事
- 私は貝になりたい（1959年）：大西三郎
- 劍豪的一生（1959年）：十本槍的人
- 上班族出世太閤記 課長一番槍（1959年）：警察
- 獨立愚連隊（1959年）：藤岡中尉
- 暗黑街的對決（1960年）：柴田
- 非情都市（1960年）：大田原行雄
- 黑色畫集 一些薪水階級的證詞（1960年）：戸山正太郎
- 電送人間（1960年）：須藤兵長／中本伍郎（電送人間）
- 男對男（1960年）：町田
- 太平洋之嵐（1960年）：海軍大尉佐渡
- 獨立愚連隊西進（1960年）：金山
- 大阪城物語（1961年）：氏家兵庫（武士）
- 暗黑街的彈痕（1961年）：志滿明
- 紅之海（1961年）：金山（船員）
- 暗黑街擊滅命令（1961年）：白井
- 紅之空（1962年）：鴨田（専務）
- 溝鼠作戰（1962年）：無雙（中國馬賊）
- 日本一若大將（1962年）：滝澤（大学OB）
- 山貓作戰（1962年）：太田原忠雄（大隊長）
- 破曉決死鬥（1961年）：西條
- 斷崖的決鬥（1961年）：淺倉
- 忠臣藏（1962年）：小林平八郎
- 暗黑街之牙（1962年）：犬塚
- 月給泥棒（1962年）：富永部長
- 太平洋之翼（1963年）：神風特攻隊八紘隊隊員
- 戰國野郎（1963年）：雀三郎佐（武田方忍者）
- 夏威夷的若大將（1963年）：平岩
- 大盜賊（1963年）：宰相
- 江分利滿氏的優雅生活（1963年）：佐久間正一（總編輯）
- 國際秘密警察 虎牙（1964年）：克利馬（大臣）
- 國際秘密警察 火藥之樽（1964年）：鄉田櫻男
- 國際秘密警察 鍵之鍵（1965年）：葛根（游擊隊首領）
- 蟻地獄作戰（1964年）：佐野鐵山
- 侍（1965年）：稻田重藏（水戸藩士）
- 太平洋奇蹟的作戰 金斯卡島（1965年）：國友大佐（作戰參謀）
- 大菩薩嶺（1966年）：近藤勇
- 奇巖城的冒險（1966年）：圓濟（學問僧）
- 零式戰鬥機大空戰（1966年）：草川（海軍作戰參謀）
- 怒濤一萬浬（1966年）：岩田（通信士）
- 日本最長的一日（1967年）椎崎二郎（陸軍中佐）
- 佐佐木小次郎（1967年）：伊之瀨東馬
- 亂雲（1967年）：石原部長
- 瘋狂的墨西哥大作戰（1967年）：松村
- 斬（1968年）：庄田孫兵衛
- 日本暴力集團 幫主與刺客（1969年）：佐竹武
- 女番長 野良貓的鎖定目標（1970年）：黑崎（右翼團體支部長）
- 賭徒外人部隊（1971年）：貝津茂
- 野良犬（1973年）：監察官
- 日本沉没（1973年）：邦枝康雄（内閣調査室）
- 機械哥吉拉的逆襲（1975年）：田川（國際警察署長）
- 野性的證明（1978年）：竹村（刑事課長）
- 帝都大戰（1989年）：二村（技師長）
- 諾查丹瑪斯滅亡錄 基因新世紀（1999年）：太田公道

## 電視劇
- 37階之男（1968年）：神振太郎
- 勝海舟（1974年 NHK大河劇）：清河八郎
- 赤穗浪士（1979年）：多門伝八郎
- 二百三高地 愛は死にますか（1981年）：金子堅太郎
- 松平右近事件帳 第40話「父娘を結ぶ青梅宿」（1982年）：竜山
- 源氏九郎颯爽記 秘劍揚羽蝶（1983年）：阿部正弘
- 超電子生物人（1984年 - 1985年）：鄉紳一朗(柴田博士)
- 赤穗浪士（1999年）：吉田忠左衛門
- はぐれ刑事純情派ファイナル（2005年）

## 外部連結
- 中丸忠雄全仕事（页面存档备份，存于）
- 中丸忠雄作品集（页面存档备份，存于）